# Ana Boadas
Ana Boadas   (Barcelona, 13 de desembre de 1982) és una periodista catalana.
Va estudiar comunicació audiovisual a la Universitat Pompeu Fabra i va començar a treballar com ajudant de producció a empreses de vídeo industrial com SONO Tecnología Audiovisual. Després va entrar en el sector televisiu treballant als programes Condició femenina i El Mirador del Canal Català. A Gestmusic va treballar a El invento del Siglo, OT, de nuevo en marcha, Cantamania i Los mejores años. Després, de la mà de Jordi Beltrán, va passar a formar part de l'equip del No som perfectes de RAC 1, on va ser guionista i locutora. A RAC1 també va treballar a No hi som per festes i El món a RAC1 presentat per Jordi Basté.
A TV3 va començar amb Vacances pagades i Divendres. Després va estar al capdavant de programes especials com Campanades. La cavalcada reial des de Tarragona i Girona, La cantada d'havaneres, els Premis Gaudí, la catifa vermella, la Gala final Oh Happy Day i La nit de Merlí.
El 2015 va presentar juntament amb el també periodista Toni Cruanyes “La Marató de TV3” dedicada a les malalties metabòliques més freqüents:diabetis i obesitat. Com a resultat de la intensa mobilització social desplegada arreu de Catalunya i de les nombroses fórmules de participació, La Marató 2015 va recaptar 9.469.226 €. Aquests diners permeten impulsar la investigació i avançar en el tractament, pronòstic i curació de la diabetis i l'obesitat.
El gener del 2017, TV3 va anunciar que Boadas començaria a presentar, juntament amb Sandra Sabatés i Bibiana Ballbè, un programa nocturn d'humor, amb música i amb personalitats del moment.